# Alexandrinisme
Pour l’alexandrinisme latin, voir Poetae novi.
L’alexandrinisme désigne la littérature qui, de la mort d'Alexandre (environ IIIe siècle av. J.-C. au IIIe siècle) à la conquête romaine, fleurit dans les grandes villes hellénistiques : Alexandrie, Pergame, Antioche.

## Description
L'alexandrinisme a le culte de la forme et abandonne les grands genres au profit de l'idylle (Théocrite), de l'épigramme (Callimaque), de l'élégie par exemple. C'est d'elle que s'inspirent les pœtæ novi du Ier siècle av. J.-C., pour la plupart des Cisalpins. Son influence (qui s'exerce sur Virgile) est sensible dans le second groupe des poèmes de Catulle : épithalames, poèmes mythologiques, élégies, d'une composition artificiellement complexe et d'un style précieusement travaillé.
Certains comme Mohammed Habib Samrakandi la considèrent comme une philosophie péripatéticienne proche de l'averroïsme.
L’éclectisme du XIXe siècle voit resurgir quelques affinités avec l’alexandrisme.  Ballanche , Essais de Palingénésie sociale (1827), Émile Saisset, Essais sur la philosophie et la religion au XIXe siècle (1845), et Jacques Matter Histoire de l'École d'Alexandrie, comparée aux principales écoles contemporaines (1840-1844) voient des similitudes entre l’éclectisme de leur siècle et l’alexandrisme où ils retrouvent un mélange de religion, de philosophie et de science.